# LXXXIV. Armeekorps (Wehrmacht)
Das LXXXIV. Armeekorps, auch (röm. 84. AK) der deutschen Wehrmacht, im vollen Titel Generalkommando LXXXIV. Armeekorps, war die Bezeichnung für die entsprechende Kommandobehörde, aber auch für den Großverband aus mehreren Divisionen und eigenen Korpstruppen, der von diesem Generalkommando geführt wurde und unter dem Oberbefehl einer Armee oder Heeresgruppe stand.

## Geschichte

### Aufstellung
Das LXXXIV. (84.) Armee-Korps wurde am 15. Mai 1942 in Frankreich durch die Umbenennung des Höheren Kommando z.b.V. LX aufgestellt.

### 1942
Von Juni 1942 bis zum Jahresende 1942 führte das Korps als Teil der 7. Armee in der Heeresgruppe D die am Atlantikwall in der Normandie eingesetzten deutschen Verbände. Das Stabsquartier des Korps lag in dieser Zeit in St. Lô.

### 1943
Die Verwendung des Korps und der Standort blieb im Jahr 1943 unverändert.

### 1944
Von Januar bis Juni 1944 war das Korps weiterhin im Verband der 7. Armee (Generaloberst Dollmann) im Raum St. Lô konzentriert. Während der alliierten Invasion in der Normandie (6. Juni 1944) waren dem Korps die 243., 716., 352., 91., und die 709. Infanterie-Division unterstellt. Die 243. Infanterie-Division (Generalleutnant Heinz Hellmich) bewachte die westliche Küste der Cotentin-Halbinsel. Bei der Landung der 1. US-Army verteidigte die 91. Infanterie-Division (Generalleutnant Wilhelm Falley) am Landungs-Abschnitt Utah (gegenüber der 4. US-Division) im Raum La Madeleine und im Hinterland gegenüber der 82. und 101. Luftlande-Division bei Ste.Mere-Eglise und Sainte-Marie-du-Mont. Die 352. Infanterie-Division (Generalleutnant Dietrich Kraiß) verteidigte an der Küste von Calvados gegenüber der 1. US-Division am Landungs-Abschnitt Omaha im Raum Vierville-sur-Mer, St. Laurent und Colleville. Schließlich stand die 716. Infanterie-Division (Generalleutnant Wilhelm Richter) im Raum zwischen Bayeux und Caen an den Landungs-Abschnitten Gold und Juno der britischen 50. Division und der kanadischen 3. Division gegenüber. Am rechten Flügel des LXXIV. Armeekorps griff im Laufe der Schlacht um Caen die 21. Panzer-Division in die Abwehrkämpfe ein.
Der Vorstoß der 1. US-Armee und die Kämpfe zwangen die Kommandobehörde zum Ausweichen nach Westen. In den folgenden Wochen verlegte das Generalkommando LXXXIV in verschiedenen Unterkünften. Die 709. Infanterie-Division (Generalleutnant Karl-Wilhelm von Schlieben) war auf der Halbinsel Cotentin stationiert und wurde bei Kämpfen mit dem VII. US-Corps nach Valognes zurückgedrängt. Am 14. Juni gelang es der 4th Infantry Division (Maj.Gen. Raymond O. Barton) trotz starkem Widerstand, die deutsche Hauptverteidigungslinie bei Montebourg zu durchbrechen. Ende des Monats kämpfte die Division in der Schlacht um Cherbourg.

### Vernichtung
Mitte August 1944 wurde das Generalkommando bei den Kämpfen im Kessel von Falaise vernichtet und am 2. November formell aufgelöst.

## Gliederung
Unterstellt waren folgende Einheiten:
- Artilleriekommandeur 118 (Arko 118)
- Korps-Nachrichten-Abteilung 460
- Korps-Nachschubtruppen 460
- und wechselnde Divisionen

## Kommandierende Generale
- General der Artillerie Hans Behlendorff, 15. Mai 1942 – 1. April 1943
- General der Artillerie Gustav-Adolf von Zangen, 1. April – 1. August 1943
- General der Artillerie Erich Marcks, 1. August bis – 12. Juni 1944 (gefallen bei Tieffliegerangriff)
- General der Fallschirmtruppe Eugen Meindl, 12. Juni 1944 (interim)
- General der Artillerie Wilhelm Fahrmacher, 12. Juni – 16. Juni 1944
- Generalleutnant Dietrich von Choltitz, 17. Juni – 30. Juli 1944
- Generalleutnant Otto Elfeldt, 30. Juli – 20. August 1944